# Qualificazioni alla Coppa del Mondo di rugby femminile 2021
Le qualificazioni alla Coppa del Mondo di rugby femminile 2021 si tennero tra il 9 agosto 2019 e il 25 febbraio 2022 e videro la partecipazione di 23 squadre nazionali che si affrontarono in tornei di qualificazione su base geografica.
Alla Coppa del Mondo 2021 parteciparono 12 federazioni, 7 delle quali già qualificate automaticamente in base ai risultati ottenuti nella Coppa del Mondo 2017 (Nuova Zelanda campione uscente, Inghilterra finalista, Francia e Stati Uniti semifinaliste, Canada, Australia e Galles classificatesi dal quinto al settimo posto).
Gli altri cinque posti provennero da qualificazioni regionali (Africa, Asia ed Europa), e da un torneo finale di ripescaggio tenutosi a febbraio 2022.
L'intero processo di qualificazione subì ricalendarizzazioni varie in ragione delle restrizioni sulle attività sportive imposte dal contrasto alla pandemia di COVID-19, dichiarata ufficialmente a marzo 2020 e cessata solo tre anni più tardi.
Al termine del percorso di qualificazione le squadre ammesse alla competizione, in ordine cronologico di promozione, furono Sudafrica (Africa), Figi (Oceania), Italia (Europa), Giappone (Asia) e Scozia (ripescaggi).

## Criteri di qualificazione
- Africa (1 qualificata). Nel 2019 fu istituito il campionato africano la cui squadra vincitrice si qualificò direttamente, mentre la seconda dovette spareggiare contro la vincente della zona sudamericana per l'ammissione al torneo finale di qualificazione[1].
- Americhe (nessuna qualificata). Canada e Stati Uniti erano qualificate di diritto. Le due squadre migliori del Sudamerica si incontrarono tra di loro e la vincente spareggiò contro la seconda africana per un posto al torneo finale di qualificazione[1].
- Asia (1 qualificata, 1 al torneo finale). Il percorso originale di qualificazione avrebbe dovuto riguardare i campionati asiatici femminili 2019 e 2020 (quest'ultimo poi ricalendarizzato al 2021[1]), con la vincitrice di quest'ultima manifestazione qualificata direttamente e la seconda ammessa al torneo finale[2]; tuttavia, a ottobre 2021, per sopraggiunta impossibilità di disputare in tempo utile il campionato asiatico, World Rugby decise di ammettere direttamente il Giappone come squadra meglio piazzata nel ranking continentale, e di mandare al torneo di qualificazione la vincitrice di uno spareggio tra Hong Kong e Kazakistan[3], alfine calendarizzato per febbraio 2002[4].
- Europa (1 qualificata, 1 al torneo finale): 6 squadre parteciparono alle selezioni, le tre del Sei Nazioni femminile non automaticamente ammesse, più le tre che presero parte al campionato europeo 2020: la squadra campione d'Europa affrontò Italia, Irlanda e Scozia in un torneo quadrangolare che si tenne in Italia[2]. La vincente di tale competizione si qualificò direttamente, mentre la seconda accedette al torneo finale[2].
- Oceania (1 qualificata, 1 al torneo finale): le due migliori classificate del campionato oceaniano 2019 tra quelle non automaticamente qualificate spareggiarono tra di loro per il posto diretto: la vincitrice dello spareggio si qualificò direttamente, mentre la perdente spareggiò con le altre oceaniane per un posto al torneo finale[1][2].
- Torneo di qualificazione finale (1 qualificata): competizione di ripescaggio riservata alle seconde di Asia, Europa e Oceania e alla vincitrice dello spareggio Sudamerica 1 / Africa 2; fu l'ultimo torneo a tenersi, a febbraio 2022.

## Situazione prima degli incontri di qualificazione
| Fase                  | Africa                                                        | Americhe                                    | Asia                                                                     | Europa                                                                                | Oceania | Spareggio               | Ripescaggi                                             |
| --------------------- | ------------------------------------------------------------- | ------------------------------------------- | ------------------------------------------------------------------------ | ------------------------------------------------------------------------------------- | --- | ----------------------- | ------------------------------------------------------ |
| Qualificate d’ufficio |                                                               | - Canada - Stati Uniti                      |                                                                          | - Francia - Inghilterra - Galles                                                      | - Australia - Nuova Zelanda                                                                                          |                         |                                                        |
| Esito qualificazioni  | Qualificata Africa 1                                          |                                             | Qualificata Asia 1                                                       | Qualificata Europa 1                                                                  | Qualificata Oceania 1                                                                                                |                         | Qualificata torneo finale                              |
| Terzo turno           |                                                               |                                             | Campionato asiatico 2021 - Hong Kong - Giappone - Vincente secondo turno | Torneo europeo di qualificazione - Irlanda - Italia - Scozia - Campione d'Europa 2020 | Spareggio oceaniano - Perdente spareggio qualificazione - Vincente terzo turno                                       | Africa 2 - Sudamerica 1 | - Asia 2 - Europa 2 - Oceania 2 - Vincitrice spareggio |
| Secondo turno         | Coppa d'Africa 2019 - Kenya - Madagascar - Sudafrica - Uganda | Spareggio sudamericano - Brasile - Colombia | Spareggio asiatico - Kazakistan - Campione Div 1 2019                    | Campionato europeo 2020 - Paesi Bassi - Russia - Spagna                               | - Prima delle oceaniane aventi titolo Seconda delle oceaniane aventi titolo - Seconda delle non classificate - Tonga |                         |                                                        |
| Primo turno           |                                                               |                                             | Campionato asiatico 2019 I Div - Cina - Filippine - India - Singapore    |                                                                                       | Campionato oceaniano 2019 - Figi - Papua Nuova Guinea - Samoa - Tonga                                                |                         |                                                        |

## Qualificazioni Africa
La Coppa d'Africa femminile si tenne tra il 9 e il 17 agosto 2019.
Il torneo africano fu il primo atto delle qualificazioni mondiali a tenersi e l'unico a esprimere tutti i verdetti prima dell'esplosione della pandemia di COVID-19.
Vinctirice fu il Sudafrica, direttamente ammesso, mentre secondo fu il Kenya.

### Verdetto
- Sudafrica: qualificato alla Coppa del Mondo come prima squadra africana
- Kenya: ammesso allo spareggio contro la vincitrice dello spareggio sudamericano

## Qualificazioni Americhe

### Spareggio sudamericano
Mentre l'America del Nord aveva Canada e Stati Uniti come qualificate di diritto, quella del Sud non aveva neppure mai visto la disputa di un test match tra due XV del continente, fino a quando Brasile e Colombia si incontrarono a Medellín nell'agosto 2019.
Furono proprio tali due squadre, a marzo 2020, a disputarsi il diritto di spareggiare contro il Kenya, seconda africana, per un posto nei ripescaggi.
L'incontro, il terzo assoluto per il Brasile e il secondo per la Colombia, si tenne ancora a Medellín e fu vinto 23-19 dalle padrone di casa.
| Medellín 9 marzo 2020, ore 15 UTC-5 Spareggio sudamericano                                                                  | Colombia | 23 – 19 referto                     | Brasile | Stadio del Cinquecentenario |
| Soto 9’ Cardona 20’ Tapias 36’ mt 6’ Nicolau 45’ Da Silva 64’ Cerullo Arzuaga 20’ tr 6’, 64’ Kochhann Arzuaga 30’, 57’ c.p. |          |                                     |         |                             |
| |          |                                     |         |                             |
| Soto 9’ Cardona 20’ Tapias 36’                                                                                              | mt       | 6’ Nicolau 45’ Da Silva 64’ Cerullo |         |                             |
| Arzuaga 20’ | tr       | 6’, 64’ Kochhann                    |         |                             |
| Arzuaga 30’, 57’ | c.p.     |                                     |         |                             |

### Spareggio Africa 2 / Americhe 1
Il match tra Colombia e Kenya, originariamente in calendario per aprile 2020, fu rinviato a data da destinarsi a causa della pandemia.
Fu, infine, messo in calendario per il 25 agosto 2021 allo stadio Nyayo di Nairobi.
Le Tucanes sudamericane batterono di misura, 16-15, le Leonesse africane e quindi si aggiudicarono uno dei quattro posti nel torneo finale di ripescaggio.
| Arbitro: | Precious Pazani |

|                      |      |                  |
| Wambui 40’ Okelo 51’ | mt   | 32’, 60’ Arzuaga |
| Adhiambo Okulu 51’   | tr   |                  |
| Adhiambo Okulu 46’   | c.p. | 16’, 27’ Arzuaga |

### Verdetto
- Colombia: ammessa al torneo finale di ripescaggio

## Qualificazioni Asia

### Primo turno
L'Asia Rugby Women's Championship 2019 vide la partecipazione di quattro squadre nazionali (Cina, Filippine, India e Singapore); la vincitrice di tale torneo, sostanzialmente la seconda divisione asiatica, dovette spareggiare contro il Kazakistan, assente dalla scena internazionale a XV da circa 4 anni, per tornare nella massima divisione continentale e lì disputarsi nel 2020 un posto alla Coppa del Mondo.
Fu la Cina ad aggiudicarsi il titolo e ad affrontare nel play-off promozione le ex-sovieticheche, nel doppio confronto tenutosi in casa cinese a Jiangxi, si assicurarono il passaggio del turno: sconfitte 8-13 nella prima gara, le kazake ribaltarono il risultato e vinsero 15-0 la seconda, prevalendo per differenza punti e guadagnando l'accesso alla prima divisione.
| Arbitro: | Mayumi Takahashi |

|                 |      |              |
| Ma 43’ Wang 79’ | mt   | 70’ Karijeva |
|                 | c.p. | 58’ Tkačěva  |
| Chen 40’        | drop |              |

| Arbitro: | Mayumi Takahashi |

|                             |      |  |
| Askerova 25’ Kamenokova 67’ | mt   |  |
| Daurenbaijeva 25’           | tr   |  |
| Daurenbaijeva 67’           | c.p. |  |

### Secondo turno
A causa della pandemia di COVID-19 il campionato asiatico femminile 2020 non si tenne mai, e quello 2021, divenuto a quel punto il torneo necessario per la qualificazione, fu rinviato più volte.
Nell'impossibilità di procedere alla disputa del torneo in tempo utile a garantire la presenza della squadra al torneo finale di qualificazione, World Rugby decise di ammettere il Giappone direttamente in qualità di squadra con il miglior ranking in Asia e, a seguire, di destinare al torneo finale a quattro la vincente di uno spareggio continentale tra Hong Kong e Kazakistan, quest'ultimo a propria volta vincitore dello spareggio contro la Cina per l'ammissione alla prima divisione del campionato asiatico.
Tuttavia, a gennaio 2022, giunsero a World Rugby le defezioni di Hong Kong e di Samoa (quest'ultima già ammessa ai ripescaggi per la zona oceaniana) per impossibilità a organizzare in sicurezza le trasferte e i problemi causati dal dover adeguarsi alle normative sulla quarantena contro la pandemia di COVID-19 vigenti nei rispettivi Paesi, il che comportò l'ammissione diretta del Kazakistan al ripescaggio e l'esclusione di Samoa dallo stesso.

### Verdetto
- Giappone: qualificata alla Coppa del Mondo come prima squadra asiatica
- Kazakistan: ammessa al torneo finale di ripescaggio

## Qualificazioni Europa

### Primo turno
In base al regolamento di qualificazione, la squadra vincitrice del campionato europeo 2020 avrebbe dovuto incontrare, nel corso di quello stesso anno, le tre squadre del Sei Nazioni femminile non automaticamente qualificate, vale a dire Irlanda, Italia e Scozia.
Iniziato il 7 marzo 2020, il campionato europeo fu tuttavia interrotto a causa della pandemia e ripreso quasi un anno più tardi, a febbraio 2021.
Vi parteciparono Paesi Bassi, Russia e Spagna e a uscire vincitrice da tale confronto furono le iberiche, ammesse quindi al quadrangolare finale europeo.

### Secondo turno
Dopo sospensioni e rinvii vari, il torneo di qualificazione europea fu messo in calendario a settembre 2021 a Parma e affidato all'organizzazione della Federazione Italiana Rugby.
Il torneo, a girone unico, fu vinto dall'Italia che così si qualificò direttamente alla Coppa del Mondo, mentre invece la Scozia, giunta seconda, fu ammessa al turno finale di ripescaggio.

### Verdetto
- Italia: qualificata alla Coppa del Mondo come prima squadra europea
- Scozia: ammessa al torneo finale di ripescaggio

## Qualificazioni Oceania

### Primo turno
Il torneo oceaniano fu il secondo a essersi tenuto e, almeno per quanto riguarda la squadra direttamente qualificata, a esprimerla prima della pandemia di COVID-19; per stabilire la squadra da inviare ai ripescaggi si dovette attendere fino a novembre 2020.
Il torneo vedeva la partecipazione di sei squadre, due delle quali non interessate alla qualificazione, in quanto espressioni delle federazioni australiana e neozelandese, il cui posto al torneo era già assicurato.
Tonga non partecipò a causa di un'epidemia di morbillo che impedì ai giocatori di uscire dal Paese.
A qualificarsi direttamente fu Figi che spareggiò contro Samoa, la seconda migliore, mentre Samoa dovette affrontare ulteriori due turni di spareggio.

#### Classifica avulsa
| Pos | Squadra            | G | V | N | P | PF | PS  | DP   | BMP | Pt |
| --- | ------------------ | - | - | - | - | -- | --- | ---- | --- | -- |
| 1   | Figi               | 3 | 2 | 0 | 1 | 26 | 60  | −34  | 1   | 9  |
| 2   | Samoa              | 3 | 1 | 0 | 2 | 77 | 65  | +12  | 1   | 5  |
| 3   | Papua Nuova Guinea | 3 | 1 | 0 | 2 | 12 | 196 | −184 | 0   | 4  |
| 4   | Tonga              | 3 | 0 | 1 | 2 | 0  | 0   | 0    | 0   | 2  |

#### Spareggio
| Arbitro: | Rebecca Mahoney |

|                      |      |                                                           |
| Leaula 23’ Taito 66’ | mt   | 7’, 35’ Nakoci 31’ Cavuru 69’ Siata 75’ Tinai 80+1’ Raoma |
|                      | tr   | 7’, 31’, 35’, 69’ Cavuru                                  |
| Milo 19’ Milo        | c.p. | 22’ Cavuru                                                |

### Secondo turno
World Rugby stabilì anche che Tonga dovesse avere la possibilità di competere per un posto mondiale, per cui decretò per essa un incontro con la seconda delle non classificate, a posteriori Papua Nuova Guinea; la vincente di tale incontro avrebbe affrontato la perdente dello spareggio qualificazione, rivelatasi essere Samoa.
Il 1º marzo 2020 a Port Moresby Tonga batté Papua Nuova Guinea per 36-24.
| Arbitro: | Avi’i Fa’alupega |

|                                     |    |                                                               |
| Semoso 2’ Maino 24’, 41’ Logona 74’ | mt | 5’ Maake 20’ Kei 30’ Tupou 40+3’ Hifo 70’ Tangulu 80’ He'ehau |
| Logona 26’ Naua 74’                 | tr | 21’, 70’, 80’ Potaufa                                         |

### Terzo turno
L'incontro decisivo per il posto di ripescaggio in zona oceaniana si tenne ad Auckland, in Nuova Zelanda, il 14 novembre 2020 e si risolse in una netta vittoria samoana per 40-0 su Tonga; fu quindi Samoa a proseguire nel percorso di qualificazione.
| Arbitro: | Rebecca Mahoney |

|                                                              |      |  |
| Iosefo 15’, 37’ Live 28’ Leiataua 52’ Erwin 54’ Sikoloni 77’ | mt   |  |
| Eli 28’, 52’                                                 | tr   |  |
| Eli 8’, 23’                                                  | c.p. |  |

### Verdetto
- Figi: qualificata alla Coppa del Mondo come prima squadra oceaniana
- Samoa: ammessa al torneo finale di ripescaggio ma rinunciataria a causa dell'impossibilità di fare fronte alle restrizioni imposte dalla quarantena nel proprio Paese[11].

## Torneo finale di ripescaggio
Il torneo finale di ripescaggio si tenne al Sevens di Dubai (Emirati Arabi Uniti) tra il 19 e il 25 febbraio 2022; originariamente programmato con la formula della final four, dopo la citata defezione di Samoa fu trasformato in un triangolare in cui le due più basse del ranking mondiale, Colombia e Kazakistan, si incontrarono in gara unica la cui vincente affrontò la Scozia.
Nella prima partita fu la Colombia (al quarto test match assoluto della sua storia) a battere a sorpresa le ex-sovietiche e guadagnare il diritto di sfidare la Scozia per l'accesso alla Coppa; in finale le britanniche, più esperte, ebbero tuttavia la meglio e vinsero 59-3 con nove mete a zero.
|  | Semifinali | Semifinali | Semifinali |          |   | Finale | Finale | Finale |  |
|  |            |            |            |          |   |        |        |        |  |
|  |            |            |            |          |   | Scozia | Scozia | 59     |  |
|  |            |            |            |          |   | Scozia | Scozia | 59     |  |
|  |            |            | Colombia   | Colombia | 3 |        |        |        |  |
|  | Kazakistan | Kazakistan | Colombia   | Colombia | 3 | 10     |        |        |  |
|  | Kazakistan | Kazakistan |            |          |   |        |        |        |  |
|  | Colombia   | Colombia   | 18         |          |   |        |        |        |  |

### Preliminare
| Arbitro: | Kat Roche |

|                               |      |                      |
| Nurmatova 41’ Kazibelkova 75’ | mt   | 36’ Soto 65’ Azruaga |
|                               | tr   | 65’ Arzuaga          |
|                               | c.p. | 13’, 80’ Arzuaga     |

### Finale
| Arbitro: | Amber McLachlan |

|                                                                                           |      |             |
| Thomson 9’ Gaffney 16’, 44’ Lloyd 27’ Law 37’ Konkel 53’ Skeldon 58’ Wills 63’ Wright 70’ | mt   |             |
| Law 37’, 42’, 52’ Nelson 70’                                                              | tr   |             |
| Law 2’, 6’                                                                                | c.p. | 34’ Arzuaga |

### Verdetto
- Scozia: qualificata alla Coppa del Mondo come vincitrice del ripescaggio

## Quadro completo delle qualificazioni
In grassetto le squadre ammesse al turno successivo.
| Fase                  | Africa                                                        | Americhe                                    | Asia                                                                  | Europa                                                                | Oceania                                                                                   | Spareggio                                  | Ripescaggi                               |
| --------------------- | ------------------------------------------------------------- | ------------------------------------------- | --------------------------------------------------------------------- | --------------------------------------------------------------------- | ----------------------------------------------------------------------------------------- | ------------------------------------------ | ---------------------------------------- |
| Qualificate d’ufficio |                                                               | - Canada - Stati Uniti                      |                                                                       | - Francia - Inghilterra - Galles                                      | - Australia - Nuova Zelanda                                                               |                                            |                                          |
| Esito qualificazioni  | - Sudafrica (Africa 1)                                        |                                             | - Giappone (Asia 1)                                                   | - Italia (Europa 1)                                                   | - Figi (Oceania 1)                                                                        |                                            | - Scozia (Qualificata torneo finale)     |
| Terzo turno           |                                                               |                                             | - Giappone Spareggio asiatico - Hong Kong - Kazakistan                | Torneo europeo di qualificazione - Irlanda - Italia - Scozia - Spagna | - Tonga – Samoa                                                                           | - Kenya - Colombia Africa 2 - Sudamerica 1 | - Kazakistan - Scozia - Samoa - Colombia |
| Secondo turno         | Coppa d'Africa 2019 - Kenya - Madagascar - Sudafrica - Uganda | Spareggio sudamericano - Brasile - Colombia | Spareggio asiatico - Kazakistan - Cina                                | Campionato europeo 2020 - Paesi Bassi - Russia - Spagna               | Spareggio qualificazione - Figi – Samoa Spareggio ripescaggi - Tonga – Papua Nuova Guinea |                                            |                                          |
| Primo turno           |                                                               |                                             | Campionato asiatico 2019 I Div - Cina - Filippine - India - Singapore |                                                                       | Campionato oceaniano 2019 - Figi - Papua Nuova Guinea - Samoa - Tonga                     |                                            |                                          |